# Die, Rugged Man, Die
Albums de R.A. the Rugged Man
American Lowlife
(1999) Legendary Classics vol. 1
(2009)
Die, Rugged Man, Die est le deuxième album de R.A. the Rugged Man, sorti le 16 novembre 2004.

## Liste des titres
| No  | Titre                                           | Contient un (des) sample(s) de                                                                               | Durée |
| --- | ----------------------------------------------- | --- | ----- |
| 1.  | Lessons                                         | | 3:52  |
| 2.  | Casanova (Fly Guy)                              | March of the Winkies du MGM Studio Orchestra Casanova de LeVert The Original Gangster of Hip-Hop de Just-Ice | 3:48  |
| 3.  | A Star Is Born                                  | | 4:25  |
| 4.  | Chains (featuring Masta Killa et Killah Priest) | | 2:50  |
| 5.  | Dumb                                            | | 3:31  |
| 6.  | On the Block                                    | | 4:47  |
| 7.  | How Low                                         | | 3:31  |
| 8.  | Mitch Blood Green (Interlude)                   | | 0:32  |
| 9.  | Midnight Thud                                   | | 3:40  |
| 10. | Black and White (featuring Timbo King)          | | 3:42  |
| 11. | Brawl                                           | | 3:49  |
| 12. | Die, Rugged Man, Die                            | | 4:01  |
| 13. | Pick My Gun Up (Skit)                           | | 1:14  |
| 14. | Da' Girlz, They Luv Me                          | | 3:23  |
| 15. | Make Luv Outro                                  | | 4:57  |